# Dead City Radio and the New Gods of Supertown
«Dead City Radio and the New Gods of Supertown» es el primer sencillo del álbum Venomous Rat Regeneration Vendor, el quinto disco del cantante Rob Zombie. Salió a la venta el 23 de febrero de 2013.

## Vídeo musical
Muestra a un esqueleto realizando breakdance junto con una aparición de Rob Zombie con su esposa Sheri Moon Zombie. Zombie declaró que la realización de videos con reproducciones de manera lenta de la pasada década le han aburrido, sin embargo la banda estaba entusiasmada por su actuación en el Mayhem Festival y su álbum que decidieron hacerlo de todos modos.

## Posicionamiento en listas
| País           | Lista (2013)          | Mejor posición |
| -------------- | --------------------- | -------------- |
| Estados Unidos | Mainstream Rock Songs | 15             |